# Meridià 18 a l'est
El meridià 18 a l'est de Greenwich és una línia de longitud que s'estén des del pol Nord a través de l'oceà Àrtic, Europa, l'Àfrica, l'oceà Atlàntic, l'oceà Antàrtic i Antàrtida al pol Sud.
El meridià 18 a l'est forma un cercle màxim amb el meridià 162 a l'oest.
Com tot els altres meridians, la seva longitud correspon a una semicircumferència terrestre, són 20.003,932 km. Al nivell de l'equador, la seva distància del meridià de Greenwich és de 2.004 km.

## De Pol a Pol
Des del pol Nord i dirigint-se cap al sud fins al pol Sud, el meridià 18 a l'est passa per:
| Coordenades                             | País, territori o mar    | Notes                                                                            |
| --------------------------------------- | ------------------------ | -------------------------------------------------------------------------------- |
| 90° 0′ N, 18° 0′ E / 90.000°N,18.000°E  | Oceà Àrtic               |                                                                                  |
| 80° 11′ N, 18° 0′ E / 80.183°N,18.000°E | Noruega                  | Illes de Nordaustlandet i Spitsbergen, Svalbard                                  |
| 77° 30′ N, 18° 0′ E / 77.500°N,18.000°E | Oceà Atlàntic            | Mar de Noruega                                                                   |
| 69° 31′ N, 18° 0′ E / 69.517°N,18.000°E | Noruega                  | Illa de Senja i terra ferma                                                      |
| 68° 4′ N, 18° 0′ E / 68.067°N,18.000°E  | Suècia                   |                                                                                  |
| 62° 34′ N, 18° 0′ E / 62.567°N,18.000°E | Mar Bàltic               | Golf de Bòtnia                                                                   |
| 60° 36′ N, 18° 0′ E / 60.600°N,18.000°E | Suècia                   | Passa a través d'Estocolm, just a l'oest del centre de la ciutat                 |
| 58° 56′ N, 18° 0′ E / 58.933°N,18.000°E | Mar Bàltic               | Passa entre les illes de Stora Karlsö i Gotland, Suècia                          |
| 54° 50′ N, 18° 0′ E / 54.833°N,18.000°E | Polònia                  | Passa a través del centre de Bydgoszcz                                           |
| 50° 1′ N, 18° 0′ E / 50.017°N,18.000°E  | Txèquia                  |                                                                                  |
| 49° 2′ N, 18° 0′ E / 49.033°N,18.000°E  | Eslovàquia               |                                                                                  |
| 47° 44′ N, 18° 0′ E / 47.733°N,18.000°E | Hongria                  |                                                                                  |
| 45° 48′ N, 18° 0′ E / 45.800°N,18.000°E | Croàcia                  | Passa just a l'oest de Slavonski Brod                                            |
| 45° 8′ N, 18° 0′ E / 45.133°N,18.000°E  | Bòsnia i Hercegovina     |                                                                                  |
| 42° 45′ N, 18° 0′ E / 42.750°N,18.000°E | Croàcia                  | Terra ferma (per uns 6 km) i l'illa de Koločep. Passa just a l'oest de Dubrovnik |
| 42° 40′ N, 18° 0′ E / 42.667°N,18.000°E | Mar Mediterrània         | Mar Adriàtic                                                                     |
| 40° 38′ N, 18° 0′ E / 40.633°N,18.000°E | Itàlia                   | Municipi Gallipoli (Pul·la).                                                     |
| 39° 59′ N, 18° 0′ E / 39.983°N,18.000°E | Mar Mediterrània         |                                                                                  |
| 30° 50′ N, 18° 0′ E / 30.833°N,18.000°E | Líbia                    |                                                                                  |
| 22° 31′ N, 18° 0′ E / 22.517°N,18.000°E | Txad                     |                                                                                  |
| 7° 59′ N, 18° 0′ E / 7.983°N,18.000°E   | República Centreafricana |                                                                                  |
| 3° 34′ N, 18° 0′ E / 3.567°N,18.000°E   | Rep. del Congo           |                                                                                  |
| 1° 23′ N, 18° 0′ E / 1.383°N,18.000°E   | R.D. del Congo           |                                                                                  |
| 8° 6′ S, 18° 0′ E / 8.100°S,18.000°E    | Angola                   |                                                                                  |
| 17° 23′ S, 18° 0′ E / 17.383°S,18.000°E | Namíbia                  |                                                                                  |
| 28° 49′ S, 18° 0′ E / 28.817°S,18.000°E | Sud-àfrica               | Cap Septentrional Cap Occidental                                                 |
| 31° 28′ S, 18° 0′ E / 31.467°S,18.000°E | Oceà Atlàntic            |                                                                                  |
| 32° 44′ S, 18° 0′ E / 32.733°S,18.000°E | Sud-àfrica               | Cap Occidental                                                                   |
| 33° 8′ S, 18° 0′ E / 33.133°S,18.000°E  | Oceà Atlàntic            |                                                                                  |
| 60° 0′ S, 18° 0′ E / 60.000°S,18.000°E  | Oceà Antàrtic            |                                                                                  |
| 69° 43′ S, 18° 0′ E / 69.717°S,18.000°E | Antàrtida                | Terra de la Reina Maud, reclamada Noruega                                        |